# NGC 1730
NGC 1730 (również IC 2113 lub PGC 16499) – galaktyka spiralna z poprzeczką (SBa), znajdująca się w gwiazdozbiorze Zająca. Odkrył ją Francis Leavenworth 14 listopada 1885 roku. Niezależnie odkrył ją Lewis A. Swift 9 października 1886 roku.